# Micrantha cyclopis
Micrantha cyclopis är en fjärilsart som beskrevs av George Francis Hampson 1910. Micrantha cyclopis ingår i släktet Micrantha och familjen nattflyn. Inga underarter finns listade i Catalogue of Life.